# Full Circle Magazine
Full Circle Magazine — свободно распространяемый журнал в формате PDF, начавший выходить в апреле 2007 года. Журнал является независимым изданием и никак не связан с Canonical Ltd., спонсором Ubuntu. Он создан редакторами-добровольцами и поддерживается доходами с рекламы.
Издание ориентировано на пользователей операционной системы Ubuntu и всех производных от неё, включая Kubuntu, Xubuntu и Edubuntu. Оно сосредоточено на обзорах продуктов, новостях сообщества, справочных статьях (how-to), а также советах по программированию и устранению неполадок. Журнал доступен на многих языках; первый номер (№ 0) был выпущен на английском, эстонском, румынском, итальянском, русском, испанском, галисийском, голландском и индонезийском языках, но более поздние выпуски доступны только на английском, французском и русском. По состоянию на сентябрь 2010 года, выпущено 42 номера журнала (не считая пилотного № 0) и 13 выпусков подкаста.

## История

Выпуск № 0, апрель 2007

Выпуск № 0 вышел в апреле 2007 года и содержал рассказы об истории Ubuntu, особенностях, включающих эффекты рабочего стола, и играх для Linux. Первое издание содержало 17 страниц в вертикальном формате.
Начиная с выпуска № 25, журнал увеличился до 28 страниц в альбомном формате для более простого просмотра PDF документа.
В декабре 2007 года, был запущен Full Circle Magazine Podcast. После двух выпусков подкаст приостановил вещание, ибо у владельца не было на него времени. В марте 2010 года подкаст возобновил выход благодаря Робину Кэтлингу, Эду Хьитту и Дэйву Уилкинсу, в совершенно новом формате. Каждый выпуск подкаста содержит новости, обзор последнего номера журнала, интервью, обзоры и отзывы от слушателей.

## Сотрудники
Производственный персонал состоит из:
- Редактор: Ронни Такер
- Вебмастер: Rob Kerfia
- Менеджер по коммуникациям: Robert Clipsham
- Редакционные работники: Майк Кеннеди, Дэвид Хаас, Горд Кемпбелл, Николя Каппеллини, Райан Хартледж, Дэвид Саттон

## Full Circle Magazine на русском языке
Переводом журнала на русский язык занимается группа добровольцев. На данный момент переведено 25 выпусков журнала (№ 0, 1, 20—43).